# Магнолија (Северна Каролина)
Магнолија (енгл. Magnolia) град је у америчкој савезној држави Северна Каролина.

## Демографија
По попису из 2010. године број становника је 939, што је 7 (0,8%) становника више него 2000. године.
| Група             | 2000.       | 2010.       |
| Белци             | 299 (32,1%) | 223 (23,7%) |
| Афроамериканци    | 384 (41,2%) | 316 (33,7%) |
| Азијати           | 2 (0,2%)    | 3 (0,3%)    |
| Хиспаноамериканци | 234 (25,1%) | 378 (40,3%) |
| Укупно            | 932         | 939         |